# Adolf Blaim
Adolf Blaim (* 3. November 1942 in Gars, Niederösterreich; † 5. Mai 2004 in Irnfritz-Messern) war ein österreichischer Maler, Illustrator und Galerist.

## Leben
Blaim wurde 1942 in Gars am Kamp geboren und lebte seit 1964 mit seiner Gattin Elfriede und seinen neun Kindern in Messern im Waldviertel. Nach abgeschlossener Maler- und Anstreicherlehre absolvierte der Künstler 1963 die Meisterprüfung. Seit frühester Jugend war Blaim auch künstlerisch tätig, ab 1980 dann als freischaffender Maler und Galerist in seinem Heimatort.
Seit 1970 war Blaim als Mitglied der Österreichischen Künstlervereinigung bei zahlreichen Ausstellungen, u. a. in der Bundeswirtschaftskammer, in den Casinos Baden, Graz und Velden, vertreten. Bekannt wurde er vor allem mit seinen Illustrationen – mehr als 1.000 für die Bücher von Kräuterpfarrer Hermann-Josef Weidinger; und insgesamt acht Kunstdruckbänden, die ihn zu einer Persönlichkeit der österreichischen Kunstszene reifen ließen. 1979 stellten sowohl die Frankfurter als auch die Österreichische Buchmesse den Band „Adolf Blaim und seine Wildblumen-Aquarelle“ vor, 1994 präsentierte die Österreichische Nationalbibliothek Blaims „Scheunen – Höfe – Keller“.
Adolf Blaim wurde nach der Feier des Requiems am Donnerstag, dem 13. Mai 2004 zur letzten Ruhe geleitet.

## Publikationen
- Kräutertee: eine Sammlung mit 1008 Teekarten, ein guter Rat vom „Kräuterpfarrer“, Text von Hermann-Josef Weidinger, Illustrationen von Adolf Blaim, 17 Teile, Freunde der Heilkräuter, Karlstein an der Thaya 1980–1984, DNB 551623306.
  - Paket 1: Kräutertee: Atemwege, 1980.
  - Paket 2: Herz und Kreislauf, 1980.
  - Paket 3: Verdauung, 1981.
  - Paket 4: Nervensystem, 1981.
  - Paket 5: Gelenkschmerzen, 1981.
  - Paket 6: Haut und Haare, 1981.
  - Paket 7: Gesund bleiben, 1981.
  - Paket 8: Für die ganze Familie, 1981.
  - Paket 9: Vorbeugen, 1982.
  - Paket 10: Seniorenprobleme, 1982.
  - Paket 11: Jugendprobleme, 1983.
  - Paket 12: Aromatische Haushaltsmischungen, 1983.
  - Paket 13: Für Autofahrer, 1983.
  - Paket 14: Nasen – Ohren, 1984.
  - Paket 15: Mund – Rachen, 1984.
  - Paket 16: Nieren – Harnwege, 1984.
  - Paket 17: Frauenbeschwerden, 1984.
- Mein Waldviertel: gesehen mit den Augen eines Malers, Galerie Blaim, Messern 1992, ISBN 3-85028-225-2.
- Scheunen – Höfe – Keller, Galerie Blaim, Messern [1994], DNB 945306172.